# Círculo de estrelas
Um Círculo de Estrelas muitas vezes representa unidade, solidariedade e harmonia em bandeiras, selos e sinais, e também é visto em motivos iconográficos relacionados à Mulher do Apocalipse, bem como na arte alegórica barroca que às vezes retrata a Coroa da Imortalidade.

## Mulher do Apocalipse

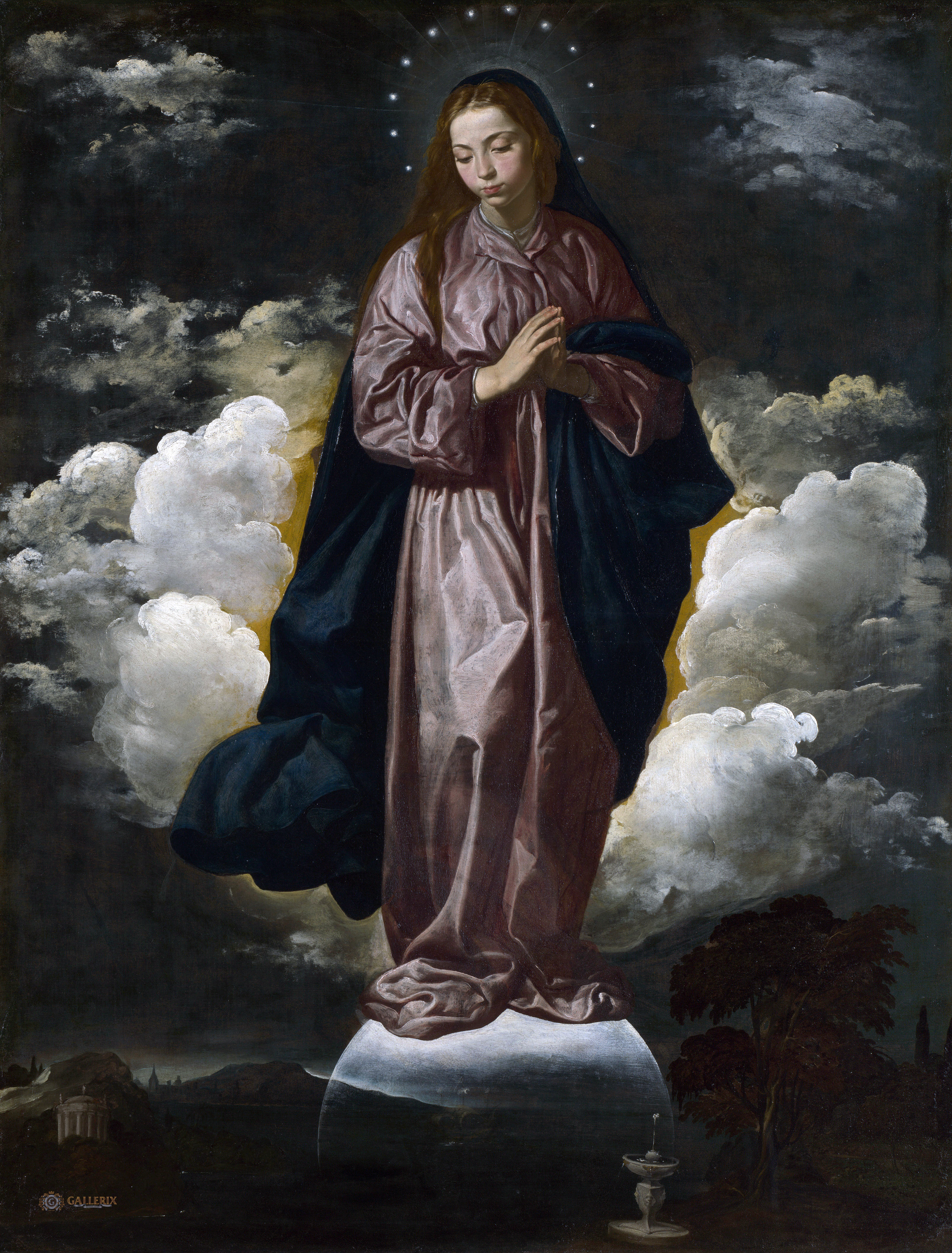
Diego Velázquez Imaculada Conceição, 1618.

O Novo Testamento no Livro do Apocalipse (12:1-5) descreve a Mulher do Apocalipse: E apareceu uma grande maravilha no céu; uma mulher vestida com o sol, e a lua sob seus pés, e sobre sua cabeça uma coroa de doze estrelas.  E ela estando com criança chorou, traindo no nascimento..... E ela gerou um homem, que deveria governar todas as nações com uma vara de ferro, e seu filho foi arrebatado a Deus e ao seu trono."
Na Tradição católica ela tem sido identificada com a Bem-aventurada Virgem Maria, especialmente em conexão com a Imaculada Conceição.  Maria é frequentemente retratada com uma coroa de 12 estrelas.
Há várias simbologias e interpretações para a Coroa de Doze Estrelas com que é representada a Virgem Maria, no Apocalipse. Uma das mais difundidas, com efeito, é a que o Papa Bento XVI, exprimiu: Na visão do Apocalipse há outro pormenor: sobre a cabeça da mulher revestida de sol há «uma coroa de doze estrelas». Este sinal representa as doze tribos de Israel e significa que a Virgem Maria está no centro do Povo de Deus, de toda a comunhão dos santos.. E continua: esta imagem da coroa de doze estrelas introduz-nos na segunda grande interpretação do sinal celeste da «mulher revestida de sol»: além de representar Nossa Senhora, este sinal encarna a Igreja, a comunidade cristã de todos os tempos. Ela está grávida, no sentido de que leva no seu seio Cristo e deve dá-lo à luz para o mundo: eis a labuta da Igreja peregrina na terra, que entre a consolação de Deus e as perseguições do mundo deve levar Jesus aos homens.''.
Assim, também, a doutrina da Imaculada Conceição que era um tanto controversa na igreja medieval, e o ofício litúrgico para a festa só foi estabelecido em 1615.  Em 1649, Francisco Pacheco del Río  (sogro de Velázquez) publicou sua Arte da Pintura estabelecendo firmemente a iconografia correta detalhada para pinturas da Virgem da Imaculada Conceição, que incluía o círculo de estrelas (ele também aconselhou a inquisição em Sevilha em assuntos artísticos).  Seguiu-se Murillo e sua escola em muitas pinturas, e influenciou representações não-espanholas.

## Galeria de Arte

### Religião

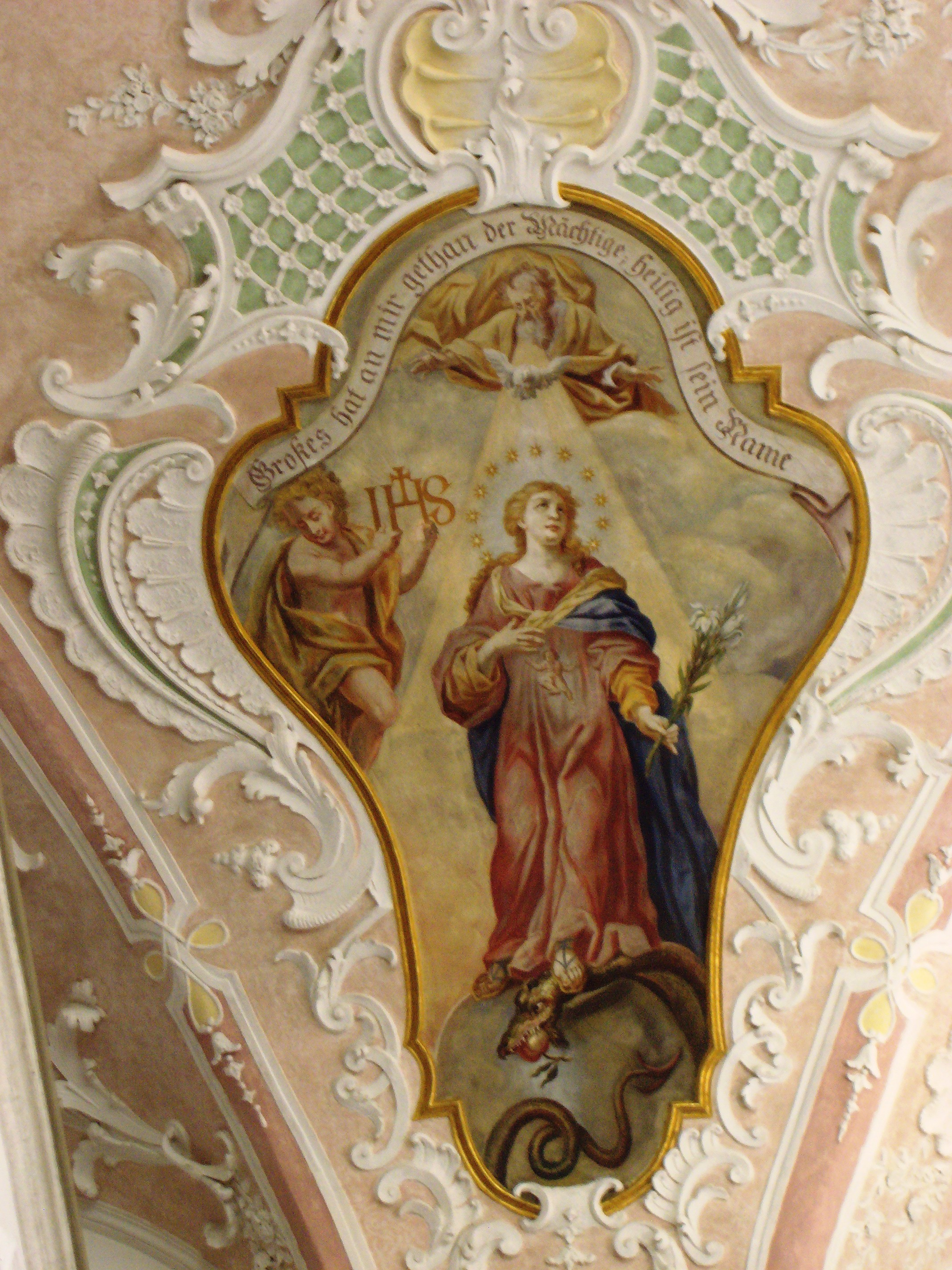
Um halo de círculo estelar é encontrado em um afresco no teto de uma Igreja da Anunciação localizada em Fuchstal, um município do distrito bávaro de Landsberg, Alemanha.
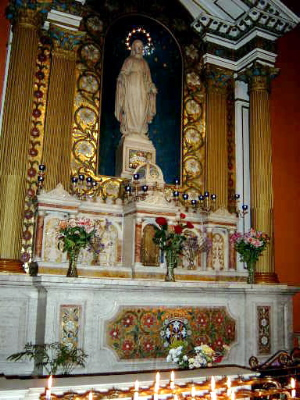
Virgem Maria abençoada na Pró-Catedral de Santa Maria, Dublin (Primaz da Irlanda) com um halo de círculo estelar.
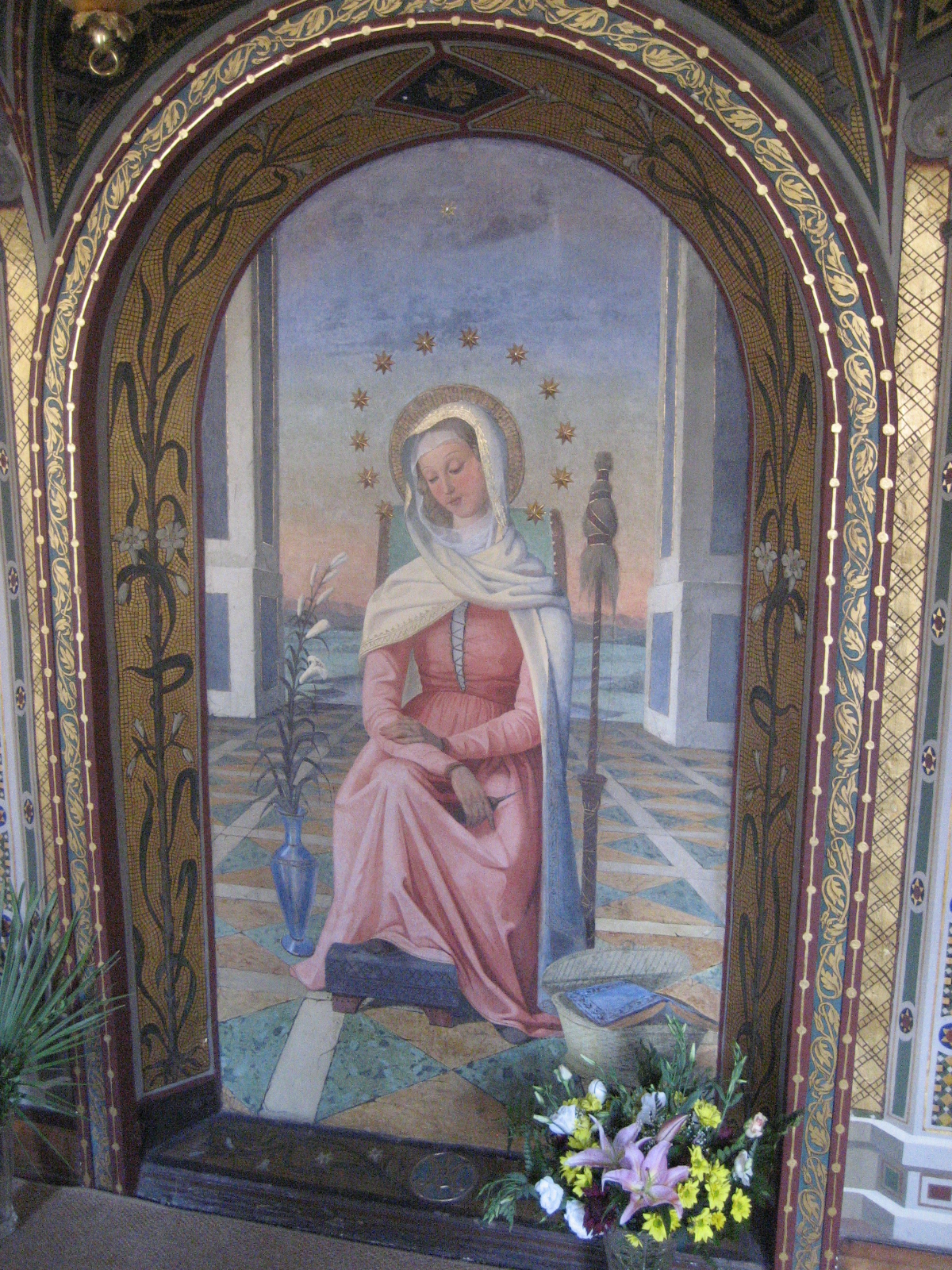
Mater Admirabilis.  Afresco da Virgem Maria na igreja de Trinità dei Monti, em Roma, pintado por uma jovem francesa chamada Pauline Perdrau e que está relacionada com uma série de milagres.